# 致富光荣
致富光荣（To Get Rich Is Glorious）是与邓小平和改革开放相联的一个政治口号。

## 内容
邓小平认为，中国脱贫面对的是两千年的封建专制制度和小农经济，建国后毛泽东脱贫的尝试是通过平均主义之路实现整个社会的脱贫和同等富裕。但是，同步富裕的良好愿望不但没有实现，反而导致共同贫穷，必须寻求另一种脱贫道路。他说“就我们国家来讲，首先是要摆脱贫穷。”“占全国人口百分之八十的农民连温饱都没有保障，怎么能体现社会主义的优越性呢？”
类似的口号还有“不管白猫黑猫，抓住老鼠就是好猫”“发展是硬道理”“贫穷不是社会主义”等。